# Solenne Païdassi

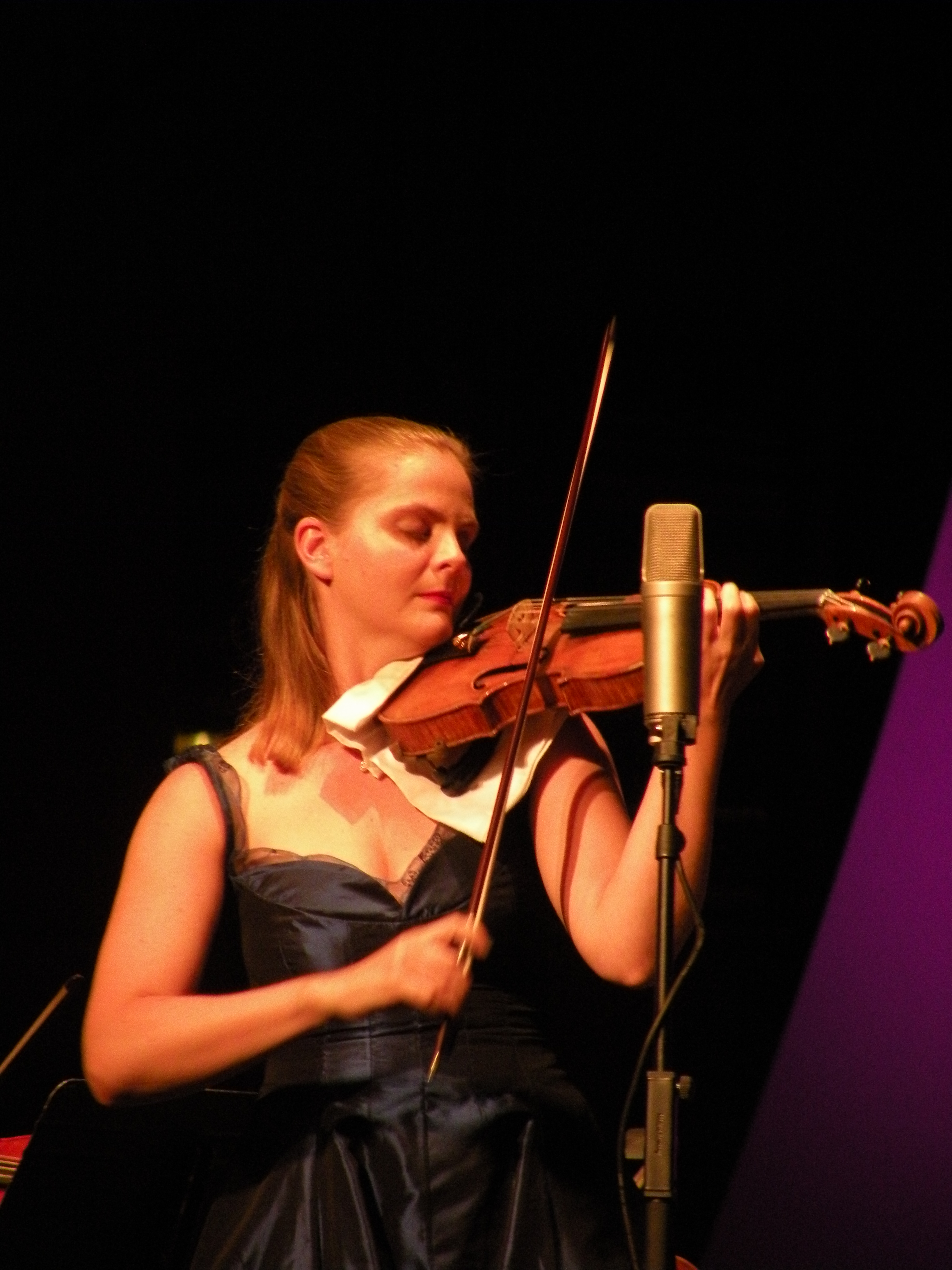
Solenne Païdassi, 2012

Solenne Païdassi (* 10. Mai 1985 in Nizza) ist eine französische Violinistin und Professorin an der Robert Schumann Hochschule Düsseldorf. Im Jahr 2010 gewann sie den Großen Preis beim Long-Thibaud-Crespin-Wettbewerb. 

## Leben
Solenne Païdassi wurde als Kind von Ärzten geboren und entschied sich mit dreieinhalb Jahren ganz allein für die Geige. Mit 6 Jahren trat sie in die Klasse von Daniel Lagarde am Conservatoire in Antibes ein, später am Conservatoire National de Région in Nizza, wo sie im Juni 1996 mit 11 Jahren den Premier Prix für Violine erhielt.
Von 1996 bis 2000 studierte sie am Conservatoire de musique de Genève bei Jean-Pierre Wallez und erhielt 2000 einen Prix de Virtuosité, an der Royal Academy of Music in London bei Michel Hasson und am Curtis Institute of Music in Philadelphia bei Joseph Silverstein und Viktor Danchenko, wo sie 2006 ein Bachelor of music erhielt. Anschließend setzte sie ihre musikalische Ausbildung an der Hochschule für Musik, Theater und Medien Hannover bei Krzysztov Wegrzyn fort und schloss 2008 mit einem Diplom in Künstlerischer Ausbildung ab, gefolgt von einer Ausbildung in Soloklasse bis 2014. Sie hat ein Stipendium Yehudi Menuhin Live Music Now Hannover erhalten.
Von 2018 bis 2020 war sie Konzertmeisterin des Belgian National Orchestra in Brüssel. Heute ist sie Professorin für Kammermusik und Violine an der Robert Schumann Hochschule Düsseldorf.
Sie spielte auf einer Violine von Lorenzo Ventapane aus dem Jahr 1795, die von der Deutschen Stiftung Musikleben ausgeliehen wurde. Seit 2015 spielt sie auf einer Violine von Gian Battista Guadagnini aus dem Jahre 1784, die ihr von der Zilber-Vatelot-Rampal-Stiftung in Paris zur Verfügung gestellt wurde.
Solenne Païdassi trat in der Tonhalle Zürich, der Carnegie Hall in New York und dem Concertgebouw (Amsterdam) auf und nahm an zahlreichen Festivals teil, darunter das Internationale Festival von Colmar, das Montpellier Festival, La Folle Journée in Japan, das Internationale Musikfestival von Tongyeong und das Internationale Festival von Sitten.
Sie hat als Solistin mit Orchestern wie dem Orchestre Philharmonique de Radio France oder der Sinfonia Varsovia unter der Leitung der Dirigenten Lawrence Foster, Shlomo Mintz und Wladimir Spiwakow gespielt.
Solenne Païdassi bildet zusammen mit der Pianistin Claire Huangci und dem Cellisten Tristan Cornut das Trio Machiavelli.

## Preise und Auszeichnungen
- 2007: Erster Preis beim Lysenko International Violin Competition in Kiew[10]
- 2009: Finalistin beim Internationalen Joseph Joachim Violinwettbewerb, Hannover[11]
- 2009: Gyeongnam International Music Competition in Korea[12]
- 2010: Premier grand prix beim Long-Thibaud-Crespin-Wettbewerb[13]
- 2012: Révélation classique Adami[14]

## Diskographie
- 2013: The Art of the Violin, mit Laurent Wagschal, Werke von Camille Saint-Saëns, Gabriel Pierné, César Franck, Jules Massenet, Indesens[15]
- 2014: Szymanowski Stravinsky, mit Frédéric Vaysse-Knitter, Werke von Igor Strawinsky und Karol Szymanowski, Aparté[16]
- 2016: Louis Thirion, Trio pour piano, violon et violoncelle mit Laurent Wagschal und Sebastian van Kuijk, Timpani[16]
- 2019: Bach, Sonates & partitas, Indesens[16]
- 2020: Trio Machiavelli: Ravel & Chausson, Maurice Ravel: Klaviertrio a-Moll, Ernest Chausson: Klavierquartett A-Dur op. 30, Berlin Classics[9]